# 蒲池統安
蒲池 統安（かまち むねやす）は、戦国時代から安土桃山時代にかけての武将。蒲池氏の重臣。塩塚城主。初めは兄達と同様、大友義鎮（宗麟）からの偏諱を受けて鎮安（しげやす）と名乗ったが、後に義鎮の子・義統からの偏諱を受けて統安に改名した。

## 生涯
天正6年（1578年）の耳川の戦いに、父蒲池鑑盛、兄鎮漣と共に3千の兵を従えて大友氏方の武将として出陣。既に家督を継いでいた兄鎮漣は、直属の兵2千余を引き連れて柳川に帰城。戦いは島津氏の「釣り野伏戦法」により大友氏の大敗北となるが、統安は父鑑盛と共に、島津氏の本営への突入を何度も果敢に試み、父と共に壮烈な戦死を遂げる（この時は筑後に戻り、柳川の戦いで討ち死にしたともいわれる）。柳川市の沖ノ端の二宮神社に、甥の宗虎丸（蒲池久鎮）と共に祭神とされた。

## 子孫
統安の長子の鎮貞（塩塚鎮貞）が塩塚の家督を継いだが、天正9年（1581年）、龍造寺隆信が蒲池鎮漣を肥前で謀殺し、筑後に侵攻した折、塩塚城を守り討死する。
伯父鎮漣（鎮並）の妻の玉鶴姫は、夫を謀殺した父の龍造寺隆信に抗い、鎮貞を頼りに、付き従う家臣、女性と共に塩塚まで来て、同地で自決（同地には、「史跡・蒲池鎮漣夫人他、百八人殉難之地」と刻まれた石標と地蔵がある玉鶴姫の意地）。
次子は、祖父鑑盛と父統安を弔うため僧籍に入り、瀬高の来迎寺の僧侶となり応誉と号した。応誉は後に柳川藩祖立花宗茂の正室誾千代の菩提寺の良清寺を開き、子孫は立花氏の家老格として遇された。ちなみに歌手の松田聖子（蒲池法子）の生家は、この子孫である。